# 크리스티앙 카랑뵈
크리스티앙 카랑뵈(프랑스어: Christian Karembeu, 1970년 12월 3일 ~ )는 누벨칼레도니 출신의 프랑스의 전 축구 선수이다.
카랑뵈는 선수 생활 동안 다양한 나라의 팀에서 뛰었다. 그리고 프랑스 축구 국가대표팀으로 10년간 53경기를 출전했다. 이 기록에는 조국에서 열려 우승까지 차지한 1998년 FIFA 월드컵의 기록도 포함된다.
1998년 슬로바키아의 모델 아드리아나 카랑뵈와 결혼했지만 2011년에 결별했고 2012년에 이혼했다.